# Beitragsbemessungsgrundlage
Die Beitragsbemessungsgrundlage ist das Einkommen oder Arbeitsentgelt, von dem die Beiträge zur gesetzlichen Sozialversicherung berechnet werden. Die Beitragsbemessung ist durch die Beitragsbemessungsgrenze gedeckelt.

## Mindestbeitragsbemessungsgrundlage
Die Mindestbeitragsbemessungsgrundlage nimmt ein fiktives monatliches Einkommen an, auf das Beiträge gezahlt werden. Für Angestellte richtet sich in der gesetzlichen Krankenversicherung sowie in der Rentenversicherung das Mindesteinkommen nach den Regelungen für geringfügige Beschäftigung. Für 2025 liegt dieses fiktive Monatseinkommen bei 556 €, das ist der gesetzliche Mindestlohn multipliziert mit 130/3.
Freiwillige Beiträge in die Rentenversicherung müssen monatlich mindestens 96,72 € betragen. Für freiwillige Mitglieder der gesetzlichen Krankenversicherung, einschließlich Selbstständige, ist die Mindestbeitragsbemessungsgrundlage nach § 240 SGB V geregelt. Für 2025 beträgt sie monatlich 1.248,33 €, das ist die entsprechende Bezugsgröße dividiert durch 90 für 30 Tage.

## Gesetzliche Rentenversicherung
Für die gesetzliche Rentenversicherung ergibt sich die Beitragsbemessungsgrundlage aus §§ 161 bis 167 SGB VI. Aus ihr werden die Beiträge zur gesetzlichen Rentenversicherung erhoben (§ 157 SGB VI).
- Beitragsbemessungsgrundlage für Versicherungspflichtige sind die beitragspflichtigen Einnahmen.
- Beitragsbemessungsgrundlage für freiwillig Versicherte ist jeder Betrag zwischen der Mindestbeitragsbemessungsgrundlage (Mindestbeitrag) und der Beitragsbemessungsgrenze (Höchstbeitrag).

Beitragspflichtige Einnahmen sind
1. bei Personen, die gegen Arbeitsentgelt beschäftigt werden, das Arbeitsentgelt aus der versicherungspflichtigen Beschäftigung.
2. bei Personen, die zu ihrer Berufsausbildung beschäftigt werden, mindestens ein Prozent der monatlichen Bezugsgröße, auch wenn sie kein Arbeitsentgelt erhalten.
3. bei behinderten Menschen 80 % der monatlichen Bezugsgröße. Sollte das tatsächliche Arbeitsentgelt höher sein, ist dieses die Beitragsbemessungsgrundlage.
4. bei behinderten Menschen, die im Anschluss an eine Beschäftigung in einer nach § 215 SGB IX anerkannten Werkstatt für behinderte Menschen in einem Inklusionsbetrieb beschäftigt sind, das Arbeitsentgelt, mindestens 80 % der monatlichen Bezugsgröße,
5. bei Personen, die für eine Erwerbstätigkeit befähigt werden sollen, ein Arbeitsentgelt in Höhe von 20 % der monatlichen Bezugsgröße,
6. bei Auszubildenden, die in einer außerbetrieblichen Einrichtung im Rahmen eines Berufsausbildungsvertrages nach dem Berufsbildungsgesetz ausgebildet werden, ein Arbeitsentgelt in Höhe der Ausbildungsvergütung,
7. bei Mitgliedern geistlicher Genossenschaften, Diakonissen und Angehörigen ähnlicher Gemeinschaften die Geld- und Sachbezüge, die sie persönlich erhalten, jedoch bei Mitgliedern, denen nach Beendigung ihrer Ausbildung eine Anwartschaft auf die in der Gemeinschaft übliche Versorgung nicht gewährleistet oder für die die Gewährleistung nicht gesichert ist (§ 5 Abs. 1 S. 1 Nr. 3 SGB VI), mindestens 40 % der monatlichen Bezugsgröße,
8. bei Personen, deren Beschäftigung nach dem Einkommensteuerrecht als selbstständige Tätigkeit bewertet wird, ein Einkommen in Höhe der monatlichen Bezugsgröße, bei Nachweis eines niedrigeren oder höheren Einkommens jedoch dieses Einkommen, mindestens aber monatlich 450 Euro; § 165 Abs. 1 S. 2 bis 10 SGB VI gilt entsprechend.

## Gesetzliche Krankenversicherung
Für die gesetzliche Krankenversicherung sind die beitragspflichtigen Einnahmen in den §§ 226 bis 240 SGB V festgelegt. Auf dieser Basis, die nur bis zur jeweiligen besonderen Jahresarbeitsentgeltgrenze berücksichtigt wird, werden die Beiträge zur gesetzlichen Krankenversicherung unter Zugrundelegung des Beitragssatzes (§§ 241 bis 248 SGB V) errechnet.

### Angestellte
Bei versicherungspflichtig Beschäftigten werden der Beitragsbemessung zugrunde gelegt:
1. das Arbeitsentgelt aus einer versicherungspflichtigen Beschäftigung,
2. der Zahlbetrag der Rente der gesetzlichen Rentenversicherung,
3. der Zahlbetrag der der Rente vergleichbaren Einnahmen (Versorgungsbezüge),
4. das Arbeitsentgelt, soweit es neben einer Rente der gesetzlichen Rentenversicherung oder Versorgungsbezügen erzielt wird. Dem Arbeitsentgelt steht das Vorruhestandsgeld gleich. Bei Auszubildenden, die in einer außerbetrieblichen Einrichtung im Rahmen eines Berufsausbildungsvertrages nach dem Berufsbildungsgesetz ausgebildet werden, steht die Ausbildungsvergütung dem Arbeitsentgelt gleich.

Bei versicherungspflichtig Beschäftigten mit einem monatlichen Arbeitsentgelt (AE) innerhalb der Gleitzone nach § 20 Abs. 2 SGB IV wird ein Betrag der Beitragsbemessung zugrunde gelegt, der sich nach folgender Formel ermittelt:
```

  

    

      

        
F

        
⋅

        
m

        
+

        

          
(

          

            

              
[

              

                

                  
M

                  

                    
M

                    
−

                    
m

                  

                

              

              
]

            

            
−

            

              
[

              

                

                  
m

                  

                    
M

                    
−

                    
m

                  

                

              

              
]

            

            
⋅

            
F

          

          
)

        

        
⋅

        

          
(

          

            
A

            
E

            
−

            
m

          

          
)

        

      

    

    
{\displaystyle F\cdot m+\left(\left[{\frac {M}{M-m}}\right]-\left[{\frac {m}{M-m}}\right]\cdot F\right)\cdot \left(AE-m\right)}

  

.
```

m ist das monatliche Höchsteinkommen für einen Minijob (2025: 556 €), M für einen Midijob (2000 €).
F ist der Faktor, der sich ergibt, wenn der Wert 25 vom Hundert durch den durchschnittlichen Gesamtsozialversicherungsbeitragssatz des Kalenderjahres geteilt wird, in dem der Anspruch auf das Arbeitsentgelt entstanden ist. Zum 1. Juli 2006 wurde der Wert von 25 auf 30 % erhöht. Der Faktor ist auf vier Dezimalstellen zu runden. Der durchschnittliche Gesamtsozialversicherungsbeitragssatz eines Kalenderjahres ergibt sich aus der Summe der zum 1. Januar desselben Kalenderjahres geltenden Beitragssätze in der allgemeinen Rentenversicherung, in der gesetzlichen Pflegeversicherung sowie zur Arbeitsförderung und des durchschnittlichen allgemeinen Beitragssatzes der Krankenkassen vom 1. März des Vorjahres.

### Freiwillige Mitglieder
Freiwillig gesetzlich versichern können sich Selbstständige, Arbeitnehmer mit Einkommen oberhalb der Versicherungspflichtgrenze sowie Personen, welche von Ersparnissen, privater Rente oder anderen Einkünften leben. Für freiwillig Versicherte ist die Bemessungsgrundlage die Summe sämtlicher Einkünfte z. B. aus Rente, Pension, selbstständiger Tätigkeit, Vermietung und Verpachtung sowie Kapitalvermögen.
Das Einkommen Selbstständiger wird nach § 240 Abs. 4 SGB 5 anhand des vorliegenden Einkommensteuerbescheides ermittelt. Abweichende Regelungen gelten für Mitglieder der Künstlersozialkasse.